# Писаревский, Владимир Львович
Влади́мир Льво́вич Писаре́вский (13 января 1936, Москва — 18 февраля 2023, Москва) — советский и российский спортсмен и тренер, радио- и телекомментатор. Вёл репортажи с 26 чемпионатов мира по хоккею, а также со знаменитых серий с канадскими профессионалами. Заслуженный работник культуры Российской Федерации (2005).

## Биография
Родился в Москве 13 января 1936 года.
В пятидесятые годы выступал за хоккейные клубы — московское «Динамо», «Химик» (Воскресенск). По окончании карьеры спортсмена стал главным тренером команды из Павловского Посада (Московская область).
В 1961 году стал работать в отделе спорта Государственного радиокомитета, где на протяжении более 45 лет освещал на радиостанции «Маяк» крупнейшие хоккейные события — чемпионаты мира, турниры на Олимпийских играх и Играх доброй воли. Позже — спортивный обозреватель радиостанции «Эхо Москвы». С 1995 по 2002 год — комментатор хоккейных трансляций на телеканале «ТВ-6» в паре с Евгением Кузнецовым.
В 2013 году была издана аудиокнига «Как стать спортивным комментатором» с тематическим интервью Владимира Писаревского, в котором он рассказал об опыте советской комментаторской школы.
Скончался 18 февраля 2023 года в 81-й больнице Москвы. Похоронен на Ваганьковском кладбище.

## Заслуги
В 2003 году Владимир Писаревский стал лауреатом премии Комиссии по хоккею на льду AIPS (Международной ассоциации спортивной прессы) за выдающийся профессиональный вклад в развитие спортивной журналистики. В 2005 году ему было присвоено звание «Заслуженный работник культуры РФ».
В 75-летний юбилей Писаревский был награждён Федерацией хоккея России почётным знаком «За верность».